# اسرار دانته
اسرار دانته (ایتالیایی: Il mistero di Dante) یک فیلم مستقل ایتالیایی به کارگردانی لوییس نرو است که در سال ۲۰۱۴ منتشر شد.

## بازیگران
- اف. موری آبراهام در نقش همزاد دانته
- تیلور هاکفورد
- فرانکو زفیرلی
- کریستوفر وولگر